# Schloss Groß Sägewitz
Das Schloss Groß Sägewitz (polnisch Dwór w Solnej) ist die Ruine eines Schlosses im niederschlesischen Solna (deutsch Groß Sägewitz). Der Ort liegt südlich von Breslau und gehört zur Gmina Kobierzyce im Powiat Wrocławski/Polen. 

## Geschichte
Im Mittelalter bestand am Ort des heutigen Schlosses eine Wasserburg. Heinrich von Heugel ließ diese 1614 zu einem Schloss im Stil der Spätrenaissance umbauen. Unterschiedliche Wandstärken und Vorsprünge lassen erkennen, dass die Mauern der vorherigen Burg weiterverwendet wurden. Der Grundriss ist längsrechteckig und springt im Nordwesten etwas zurück. Im Barock wurde die Anlage mit dem achteckigen Turm in der Nordostecke erweitert. Auch durch Portal und Fenstergewände, besonders in der Dachzone, ist der Bau vielgestaltig und asymmetrisch aufgelockert. Das Schloss wurde schon 1940 zum Abbruch freigegeben.